# 103
103（百三、ひゃくさん）は自然数、また整数において、102の次で104の前の数である。

## 性質
- 103は27番目の素数である。1つ前は101、次は107。
  - 約数の和は104。
- (101, 103) は9番目の双子素数である。1つ前は(71, 73) 、次は(107, 109) 。
- (101, 103, 107, 109) の組は3組目の四つ子素数。1つ前は(11, 13, 17, 19) 、次は(191, 193, 197, 199) 。
- 103 = 103 + 0 × i (iは虚数単位)
  - a + 0 × i (a > 0) で表される14番目のガウス素数である。1つ前は83、次は107。
- 5番目の非正則素数である。1つ前は101、次は131。
- 10…03 の形の最小の素数である。次は100003。ただし挟まれた数は無くてもいいとすると最小は13。(オンライン整数列大辞典の数列 A159352)
- 103 = 100 × 1 + 3
  - n = 1 のときの 100n + 3 の形で表せる2番目の素数である。1つ前は3、次は503。(オンライン整数列大辞典の数列 A101780)
    - 末尾の2桁が03の最小の素数である。次は503。ただし先頭の0はなくてもいいとすると最小は3。
- 1/103 = 0.0097087378640776699029126213592233... (下線部は循環節で長さは34)
  - 逆数が循環小数になる数で循環節が34になる最小の数である。次は206。
  - 循環節が n になる最小の数である。1つ前の33は67、次の35は71。(オンライン整数列大辞典の数列 A003060)
- 7番目の 8n − 1 型の素数である。この類の素数は x2 − 2y2 と表せるが、103 = 112 − 2 × 32 である。1つ前は79、次は127。
- 各位の和が4になる6番目の数である。1つ前は40、次は112。
  - 各位の和が4になる数で素数になる3番目の数である。1つ前は31、次は211。(オンライン整数列大辞典の数列 A062339)

## その他 103 に関すること
- 西暦103年
- 原子番号 103 の元素はローレンシウム(Lr)である。
- 遠東航空103便墜落事故
- パンアメリカン航空103便爆破事件
- 日本国憲法は第103条まである。
- 第103代天皇は後土御門天皇である。
- 第103代ローマ教皇はレオ4世（在位：847年4月10日 - 855年7月17日）である。
- 103系 - 103系・103型と呼ばれる鉄道車両の一覧。
- おとうさんといっしょに登場する機関車はD103である。
- NHK BSプレミアムのチャンネル番号は103である。
- アメリカ陸軍のM103重戦車ファイティングモンスター。
- クルアーンにおける第103番目のスーラは時間である。